# Massacres de Kebbi
 (mars 2022).
Les massacres de Kebbi sont deux fusillades de masse menées par des gangs de bandits le 8 mars 2022 dans l'État de Kebbi, au nord-ouest du Nigeria, ayant fait plus de 80 morts.

## Contexte
Le conflit des bandits nigérians (en) a commencé en 2011. Il se déroule dans le nord-ouest du Nigeria, entre des gangs armés et le gouvernement, qui après une décennie a désigné les gangs comme des groupes terroristes. Les gangs ANEV (en) mènent souvent des attaques contre le gouvernement et les civils, notamment des fusillades et des enlèvements de masse. L'attaque la plus meurtrière des gangs ont été les massacres de Zamfara en 2022. Leurs attaques dans l'État de Kebbi ont inclus un massacre et un enlèvement (en) de masse, tous deux en juin 2021, ainsi qu'un massacre (en) en janvier 2022.

## Fusillades
Le 8 mars 2022 à Sabaka, des bandits ont tendu une embuscade et tué au moins 62 membres du groupe d'autodéfense volontaire Yan Sa Kai à Kebbi,.
Vers 16 h 30 le même jour, une horde de bandits est entrée dans une colonie riveraine près de Kanya, à Wasagu/Danko. Ces bandits ont laissé leurs motos derrière eux et ont encerclé Kanya. Les assaillants sont entrés dans Kanya et ont tendu une embuscade au convoi du sous-gouverneur, tuant treize soldats, cinq policiers et un justicier. Huit autres personnes ont été blessées.

## Réactions
Les meurtres ont été condamnés par le président Muhammadu Buhari.